# سفسك
سفسك (بالروسية: Севск) هي إحدى مدن روسيا في الكيان الفدرالي الروسي بريانسك أوبلاست.